# Protocolo de Milwaukee
O Protocolo de Milwaukee é um tratamento experimental para a raiva em seres humanos. O tratamento consiste em colocar o paciente em coma induzido e administrar medicamentos antivirais. Foi criado por Rodney Willoughby Jr., baseando-se no tratamento bem sucedido de Jeanna Giese. Giese, uma adolescente de Wisconsin, foi a primeira de três pacientes que sobreviveram à raiva sem receber a vacina anti-rábica (até 2009).
Em setembro de 2008, foi confirmado no Brasil o primeiro caso de cura da raiva. Marciano Menezes da Silva, um jovem de 15 anos contraiu a doença após ser mordido por um morcego e foi curado no Hospital Oswaldo Cruz, em Recife. Exames laboratoriais do Instituto Pasteur de São Paulo indicaram a ausência do vírus após a aplicação do Protocolo, determinando a cura.